# Go-Suzaku
Pour les articles homonymes, voir Suzaku.
Go-Suzaku (後朱雀天皇, Go-Suzaku Tennō, 14 décembre 1009 – 7 février 1045) était le soixante-neuvième empereur du Japon, selon l'ordre traditionnel de la succession, et a régné de 1036 à 1045.

## Généalogie
Avant son avènement au trône du chrysanthème, son nom personnel (son iminia) était Atsunaga-shinnō (敦良親王). Il était aussi connu comme Atsuyoshi-shinnō.
Son nom posthume lui a été donné en mémoire de celui de l'empereur Suzaku (on peut traduire le préfixe Go-, 後, par « postérieur », ce qui donne donc « Empereur Suzaku postérieur ».)
Il était fils de l'empereur Ichijō et de Fujiwara no Shōshi (ou Akiko), fille de Fujiwara no Michinaga. Il était donc le jeune frère de son prédécesseur l'empereur Go-Ichijō. Il eut plusieurs épouses, parmi lesquelles 
- son impératrice kōgō la princesse impériale Sadako (禎子内親王), troisième fille de l'empereur Sanjō,
- son impératrice chūgū la princesse impériale Fujiwara no Motoko (藤原嫄子), fille adoptive de Fujiwara no Yorimichi.

Il eut plusieurs enfants, parmi lesquels les futurs empereurs Go-Reizei et Go-Sanjō.

### Impératrices et consorts
- Fujiwara no Kishi (Yoshiko) ; née en 1007 ; fille de Fujiwara no Michinaga et de Minamoto no Rinshi ; entrée au palais en 1021 ; morte en 1025 ; titrée grande impératrice douairiaire posthume en 1045, dont il eut un fils :
  - premier fils : Prince Chikahito, né en 1025 (Empereur Go-Reizei)

- son impératrice kōgō, la Princesse Impériale Teishi (Yoshiko), née en 1013 ; troisième fille de l'empereur Sanjō et de Fujiwara no Kenshi ; entrée au palais en 1027; titrée impératrice chūgū durant le deuxième mois de 1037 et kōgō le mois suivant ; titrée impératrice douairiaire (kōtaigō) en 1052 ; titrée grande impératrice douairière (tai-kōtaigō) en 1068 ; entrée en religion sous le nom de Yomeimon In en 1069 ; morte en 1094 ; dont il eut 3 enfants :
  - première fille : Princesse Ryoshi (Nagako), née en 1029 ; vestale d'Ise 1036-1045 ; morte en 1077.
  - seconde fille : Princesse Kenshi (Yoshiko), née en 1032 ; vestale de Kamo 1036 – 1045 ; mariée en 1057 à Minamoto no Toshifusa (1035-1121), fils de Minamoto no Morofusa et de Fujiwara no Sonshi.
  - second fils : Prince Takahito, né en 1034 (empereur Go-Sanjō)

- son impératrice chūgū, la princesse Gensghi (Motoko), née en 1016 ; fille du prince Atsuyasu et de la princesse Naka no Kimi ; fille adoptive de Fujiwara no Yorimichi ; entrée au palais en 1037 ; titrée impératrice chūgū en 1037 ; morte en couches en 1039 (?); dont il eut 2 enfants :
  - troisième fille: Princesse Yushi (Sukeko), née en 1038 ; nonne en 1072 ; morte en 1105.
  - quatrième fille: Princesse Baishi (Miwako), née en 1039 ; princesse vestale de Kamo 1046-1058 ; morte en 1096.

- Fujiwara no Seishi (Nariko) ; née en 1014, fille de Fujiwara no Norimichi et de Fujuwara Na ; entrée au palais en 1039 ; épouse impériale (nyogo) ; nonne en 1053 ; morte en 1068.

- Fujiwara no Enshi (Nobuko), née en 1016 ; fille de Fujiwara no Yorimune et de Fujiwara Na ; entrée au palais en 1042 ; épouse impériale (nyogo) ; consort du Reikeiden ; morte en 1095, dont il eut une fille posthume :
  - cinquième fille : Princesse Seishi, (1045 1114)

## Événements de son règne
- Ère Chōgen 9, le 17e de la 4e mois (1036): En la vingtième année du règne de Go-Ichijō-tennō (後一条天皇20年), l'empereur mourut; et la succession (la senso) a été reçue par Atsunaga-shinnō, qui était le frère cadet de l'ancien empereur Go-Ichijō[3].
- Ère Chōgen 9, le 7e mois (1036): Bientôt ensuite, on dit que l'empereur Go-Suzaku, âgé 28 ans, a accédé au trône (le sokui)[4].

Go-Suzaku mourut en 1045; et il est enterré parmi les « sept tombeaux impériaux » au temple de Ryoan-ji à Kyoto. Le monticule qui commémore l'empereur Go-Suzaku est aujourd'hui appelé « Shu-zan ». L'endroit de l'enterrement de Go-Suzaku aurait été tout à fait humble dans la période après que l'empereur soit mort. Ces tombeaux ont atteint leur état d'aujourd'hui après la restauration des sépulcres impériaux qui ont été commandés par l'empereur Meiji.

### Kugyō
Le Kugyō (公卿) est un nom collectif pour les hommes les plus respectés du kuge, les fonctionnaires les plus puissants à la cour impérial, les ministres les plus importants en le daijō-kan.
Lors de le règne de Go-Suzaku, il y eut des ministres comme:
- Kampaku, Fujiwara no Yorimichi, 992-1074[6].
- Sadaijin, Fujiwara no Yorimichi[6].
- Udaijin, Fujiwara no Sanesuke, 957-1046[6].
- Nadaijin, Fujiwara no Norimichi, 997-1075[6].

## Ères de son règne
Les années du règne de Go-Suzaku sont plus spécifiquement identifiées par plus d'une ère japonais ou nengō.
- Ère Chōgen (1028-1037)
- Ère Chōryaku (1037-1040)
- Ère Chōkyū (1040-1044)
- Ère Kantoku (1044-1046)